# Сава Сарачевић
Епископ Сава (световно име Јован Сарачевић; Љутовница, 22. фебруар 1902 — Едмонтон, 30. јануар 1973) био је епископ Руске православне заграничне цркве, епископ Едмонтонски, викариј Епархије канадске.

## Биографија
Рођен је 22. фебруара 1902. године у селу Љутовница, у близини Београда.
Као одличан ученик, завршио је средњу школу Чачку и Крагујевцу, а онда Правни факултет Универзитета у Београду.
Пошто се истицао талентом и способношћу међу својим колегама правницима, постављен је врло рано за судију, коју је дужност обављао у градовима; Чачку и Гњилану да би касније прешао у Београд. Успех световног карактера у његовој каријери није могао да задовољи и његову душу, па је у интервалима између својих судијских обавеза и дужности, ванредно завршио и Богословски факултет београдског Универзитета.
После Другог светског рата, кога је провео у заробљеништву, као образовани хришћанин и противник комунизма, лојалан старом режиму, будући владика је одлучио да емигрира, и као имигрант стигао у Буенос Аиресу почетком 1948. године. Убрзо по доласку у Јужну Америку, он је одлучио да се придружи епископу Руске заграничне цркве Леонтију (Филипповичу) у Парагвају, и остао у манастиру који је тамо касније основан.
Владика Леонтије га је замонашио, а исте године на Благовести, рукоположио га је у чин јерођакона. Из Парагваја, као јерођакон, вратио се у Буенос Аирес, где га је архиепископ Пантелејмон (Рудик) рукоположио у свештеномонашки чин, на Успење Превете Богородице, 15. августа 1949. године. Постављен је за пароха при катедрали Светог Васкрсења у Буенос Аиресу, где је служио нешто више од шест година.
У децембру 1956. епископ аргенитински Атанасије (Мартос), тражио је да јеромонах Сава води бригу о стаду Цркве у месту Темперлеј, где је служио до његовог одласка у Њујорк, августа 1958. године.
Одлуком Светог Архијерејског Синода, овај пастир добри као достојан кандидат хиротонисан је за епископа Едмонтонског, у Синодаљној Знаменској цркви у Њујорку 15. септембра 1958. године.
Постављен је за викарног епископа Епархије канадске под архиепископом монтреалаким Виталијем (Устиновим), који је био касније митрополит Руске заграничне цркве.
Владика Сава се упокојио у Господу на дан светог Антонија Великог, 30. јануара 1973. године након петнаест година своје епископске службе. Сахрањен је на гробљу манастира Покрова Пресвете Богородице у Блафтону, Алберта.

## Дела
- Јован Сарачевић, Самоубиство као последица моралне одговорности свештеника — одговор свештенику г. Милутиновићу, «Чачански глас», бр. 12, Чачак, 25. март 1934, стр. 4.[3]
- Савва (Сарачевич), епископ. Летопись почитания архиепископа Иоанна (Максимовича): Чудеса Божии сегодня. Платина; М., 1998.